# 러닝 위드 씨저스
《러닝 위드 씨저스》(영어: Running with Scissors)는 미국에서 제작된 라이언 머피 감독의 2006년 코미디 드라마 영화이다. 조지프 크로스, 애넷 베닝, 브라이언 콕스, 조지프 파인스, 에번 레이철 우드, 앨릭 볼드윈, 질 클레이버그, 귀네스 팰트로 등이 출연하였고, 브래드 피트 등이 제작에 참여하였다.

## 줄거리
십대 오거스틴은 알코올 의존증인 노먼, 감정 기복이 심한 디어드러를 부모로 두고 있다.
어느 날 디어드러는 오거스틴을 자신의 담당 정신과의 핀치의 집에서 살게 한다. 이후 오거스틴은 괴짜들로 구성된 핀치가에서 힘겨운 적응기를 보낸다.

## 출연
- 조지프 크로스 - 오거스틴 버로스 역
  - 잭 케이딩 - 6살 오거스틴 역
- 애넷 베닝 - 디어드러 버로스 역
- 브라이언 콕스 - 정신과 의사 핀치 역
- 조지프 파인스 - 닐 부크먼 역
- 에번 레이철 우드 - 내털리 핀치 역
- 앨릭 볼드윈 - 노먼 버로스 역
- 질 클레이버그 - 애그니스 핀치 역
- 귀네스 팰트로 - 호프 핀치 역
- 개브리엘 유니언 - 도러시 앰브로즈 역
- 패트릭 윌슨 - 마이클 셰퍼드 역
- 크리스틴 체노웨스 - 펀 스튜어트 역
- 다그마라 도민치크 - 수잰 역
- 콜린 캠프 - 조앤 역

## 기타 제작진
- 배역: 맬리 핀
- 미술: 리처드 셔먼
- 의상: 루 아이릭